# El Wad

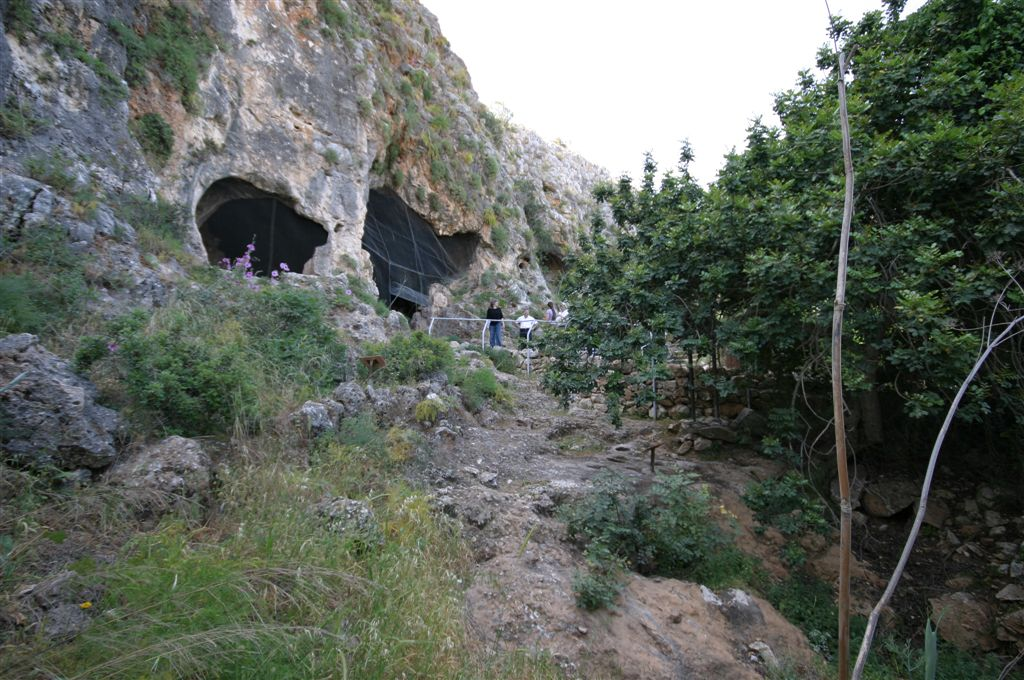
Wejście do El Wad

El Wad – jedna z grot w górach Karmel w Izraelu. Na stanowisku tym poświadczona jest obecność sekwencji kulturowych utożsamianych z kulturą ahmaryjską oraz oryniaku lewaluaskiego.